# Baytag Bogd Uul
Baytag Bogd Uul är en bergskedja i Kina, på gränsen till Mongoliet. Den ligger i den autonoma regionen Xinjiang, i den nordvästra delen av landet, omkring 300 kilometer nordost om regionhuvudstaden Ürümqi.
Genomsnittlig årsnederbörd är 190 millimeter. Den regnigaste månaden är juli, med i genomsnitt 34 mm nederbörd, och den torraste är januari, med 4 mm nederbörd.